# Hội Tự động hóa Việt Nam
Hội Tự động hóa Việt Nam là một tổ chức xã hội - nghề nghiệp của những người và tổ chức hoạt động, nghiên cứu và giảng dạy trong lĩnh vực tự động hóa-đo lường-điều khiển tại Việt Nam.
Hội Tự động hóa được thành lập ngày 7 tháng 7 năm 1994 tại Hà Nội theo Quyết định của Thủ tướng Chính phủ với tên gọi ban đầu là Hội Khoa học Công nghệ Tự động Việt Nam.
- Chủ tịch đầu tiên: TS Đặng Vũ Chư - Bộ trưởng Bộ Công nghiệp nhẹ
- Chủ tịch Hội hiện nay là: TS. Nguyễn Quân- Bộ trưởng Bộ Khoa học và Công nghệ Việt Nam;
- Phó Chủ tịch kiêm Tổng thư ký: PGS, TS Tạ Cao Minh;
- Phó Chủ tịch: GS, TSKH, Trung tướng Nguyễn Công Định - Giám đốc Học viện Kỹ thuật Quân sự;
- Phó Chủ tịch: TS Lê Xuân Rao - Giám đốc Sở Khoa học và Công nghệ Hà Nội;
- Phó Chủ tịch: TS Dương Nguyên Bình - Chủ tịch HĐQT Công ty Cổ phần Cao Hà;
- Phó Chủ tịch: TS Đinh Văn Hiến- Tổng giám đốc Công ty Cơ điện-Đo lường-Tự động hóa DKNEC.